# هیددائولا
هیددائولا (به لاتین: Hiddaulla) یک منطقهٔ مسکونی در سری‌لانکا است که در استان مرکزی (سری‌لانکا) واقع شده‌است.